# Elschnig-Syndrom
Das Elschnig-Syndrom ist eine seltene angeborene Fehlbildung der Augenlider mit Verlängerung der Lidspalte nach außen und Auswärtsdrehung (Ektropium) des Unterlides.
Synonyme sind: Blepharo-Cheilo-Dontie-Syndrom; BCD-Syndrom; Ektropium, inferior – Lippen- und/oder Gaumenspalten; Gaumenspalte – Ektropion – konische Zähne; Lagophthalmus – Lippen-Kiefer-Gaumenspalte; Elschnig-Komplex.
Die Erkrankung ist nach dem Erstbeschreiber von 1912 benannt, dem österreichischen Augenarzt Anton Elschnig (1863–1939).

## Vorkommen
Die Häufigkeit wird mit unter 1 zu 1.000.000 angegeben, bislang wurde über mehr als 50 Betroffene berichtet. Die Vererbung erfolgt autosomal-dominant.

## Ursache
Je nach zugrunde liegender Mutation können folgende Typen unterschieden werden:
- Typ 1 mit Mutationen im CDH1-Gen auf Chromosom 16 Genort q22.1, welches für E-Cadherin kodiert.[5]

Mutationen in diesem Gen finden sich auch beim Diffusen hereditären Magenkarzinom und anderen Krebsformen.
- Typ 2 mit Mutationen im CTNND1-Gen auf Chromosom 11 an q12.1, welches für Catenin delta-1 kodiert.[7] Bei dieser Form sind die Veränderungen weniger ausgeprägt.

Beide Proteine sind bei der fokalen Adhäsion, der Verbindung der Zellen untereinander im Epithel während der Zellentwicklung beteiligt.

## Klinische Erscheinungen
Klinische Kriterien sind:
- Verlängerung der Lidspalte nach lateral
- Verlagerung des äußeren Lidwinkels nach auswärts und abwärts
- Ektropium des Unterlides und des lateralen Augenwinkels

Häufig finden sich weitere Fehlbildungen wie zum Beispiel Hypertelorismus, Gaumenspalte, Lippenspalte.

## Differentialdiagnose
Differential-diagnostisch sind abzugrenzen:
- Greig-Syndrom
- Franceschetti-Syndrom I
- Apert-Syndrom I
- Goldenhar-Syndrom
- EEC-Syndrom
- Hay-Wells-Syndrom (AEC-Syndrom), beide durch Mutationen im P63-Gen
- Van-der-Woude-Syndrom, Mutationen im IRF6 (Interferon-regulierender Faktor 6)-Gen